# 崔斗瞻
崔斗瞻（1550年—？），字仰之，號百源，河南衛輝府輝縣人，民籍，明朝政治人物。

## 生平
萬曆七年（1579年）己卯科河南鄉試第三名，萬曆八年（1580年）聯捷庚辰科會試第九十六名，登三甲第一百一十五名進士。工部觀政，本年授山东昌邑县知县。十五年升南京工部主事，二十一年养病。二十六年补原职，二十七年五月升四川左参议。

## 家族
曾祖崔璉；祖父崔尚惠；父崔永吉。母宋氏；前母王氏；繼母王氏；繼母郭氏；繼母常氏。